# Bellezze sulla spiaggia
Bellezze sulla spiaggia  è un film italiano del 1961 diretto da Romolo Guerrieri.